# Fluor-Datierung
Fluor-Datierung (auch: Fluor-Test) bezeichnet eine archäologische und paläontologische Altersbestimmung von fossilen Knochen.

## Grundlagen
Knochen und Zähne bestehen zu einem hohen Prozentsatz aus Hydroxylapatit, der ohne weiteres Fluor an sich binden kann, woraus das weitaus härtere, säurebeständige und wasserunlösliche Fluorapatit entsteht. Diese – beispielsweise durch fluoridhaltige Zahncreme geförderte – Einlagerung von Fluor endet nicht mit dem Tod des Individuums, sondern kann sich auch in Fossilien fortsetzen, sofern sie aus der Umgebung weiterhin mit Fluor in Kontakt kommen. Je länger die Lagerung von Fossilien in fluorhaltigen Böden andauert, desto mehr Fluor kann in die Knochen eindringen. Dies kann für eine relative Datierung von fossilen Knochen genutzt werden.

## Historisches
Im Jahr 1805 wies der italienische Arzt Domenico Morichini (1773–1836) nach, dass Knochen Fluor enthalten, und 1807 beschrieb der schwedische Chemiker Jöns Jakob Berzelius, dass fossile Knochen größere Mengen an Fluor aufweisen als Knochen aus der Gegenwart. Diese Studien veranlassten den britischen Geologen James Middleton, Professor am University College London und Mitglied der Geological Society of London, zu Experimenten, um herauszufinden, wie diese Anreicherung zustande kommt. Er fand heraus, dass das Fluor aus dem Grundwasser aufgenommen wird, und schloss 1844, rund 100 Jahre vor der Entwicklung der Radiokarbonmethode, daraus, dass aus diesem Prozess eine Methode zur Altersbestimmung von Fossilien abgeleitet werden könnte. 1845 folgte eine weitere Fachveröffentlichung zu diesem Thema, beide fanden in Fachkreisen jedoch keinen erkennbaren Widerhall, und auch Middleton befasste sich in den folgenden Jahren nicht mehr mit dieser Thematik.
Erst 50 Jahre später wurde die Methode tatsächlich zur Altersbestimmung genutzt. Der französische Prähistoriker Émile Rivière hatte 1892 im Gebiet von Balzi Rossi zwei menschliche Skelette geborgen, die er – abgeleitet von zugleich gefundenem archaischem Steingerät – als sehr alt einordnete, was jedoch von Fachkollegen angezweifelt wurde. Zudem interpretierte er Funde aus Billancourt aufgrund von geologischen Anhaltspunkten als relativ neuzeitlich, die von mehreren Forschern als prähistorisch gedeutet wurden. Rivière wandte sich deshalb hilfesuchend an den Chemiker Marie Adolphe Carnot, Professor an der École des Mines, der sich daraufhin dem Nachweis von Fluor in Fossilien und in neuzeitlichen Knochen widmete. Auch Carnot gelangte – nach Experimenten mit Knochen in konzentrierter Fluorlösung – zu der Schlussfolgerung, dass Fluor aus dem Grundwasser in Knochen eindringen kann und sich im Laufe der Zeit in ihnen anreichert, so dass länger im Erdreich eingebettete Knochen eine höhere Fluor-Konzentration aufweisen als kürzer eingebettete, was die Möglichkeit zu einer relativen Datierung von Knochenfunden eröffnet. Carnot erkannte aber zugleich, dass die Konzentration von Fluor im Grundwasser von Ort zu Ort sehr unterschiedlich ist, was zur Folge habe, dass zweifelsfrei gleich alte Funde unterschiedlicher Herkunft unterschiedlich starke Fluorwerte aufweisen – Vergleiche von Fluorkonzentrationen seien daher nur bei Funden vom gleichen Ort zuverlässig. 1883 gelang Carnot der Nachweis, dass die Tierfossilien von Billancourt deutlich stärker fluorbelastet waren als die aus der gleichen Erdschicht stammenden Menschenknochen und dass letztere einen Fluorgehalt aufwiesen wie die Menschen der Gegenwart. Obwohl Rivière und Carnot ihre Befunde in angesehenen französischen Fachzeitschriften publizierten, geriet die Fluor-Datierung alsbald erneut für Jahrzehnte in Vergessenheit. In einer wissenschaftshistorischen Studie wurde im Jahr 2009 vermutet, dass es Ende des 19. Jahrhunderts unter den Fachleuten der einzelnen Disziplinen noch zu wenig Interesse an der erforderlichen Kooperation von Paläontologen, Geologen und Chemikern gab.
Eine Wende vollzog sich erst in den 1940er-Jahren, als sich der britische Geologe und Paläoanthropologe Kenneth Page Oakley die Methodik der Fluor-Datierung aneignete. Oakley hatte während des Zweiten Weltkriegs seinen Wehrdienst in einer Forschungseinrichtung des Geological Survey of Great Britain verbracht, wo er über den Nutzen von Fluor für die Zahngesundheit forschte und in diesem Zusammenhang auf die Studien von Adolphe Carnot gestoßen war. Ein erster Erfolg seiner Vorgehensweise wurde 1949 publiziert, nachdem das 1895 in Kent entdeckte Galley-Hill-Skelett anhand des Fluorgehalts zweifelsfrei als neuzeitlich erkannt wurde, während es zuvor aufgrund geologischer und morphologischer Befunde als sehr alt interpretiert worden war. 1983 wurden Oakleys Befunde durch eine radiometrische Datierung bestätigt, nachdem zuvor bereits eine Radiokarbondatierung ein Alter von rund 3300 Jahren vor heute ergeben hatte. Zugleich wurde 1949 dem Swanscombe-Schädel anhand eines Fluor-Tests das ihm zugeschriebene hohe Alter bestätigt.
Die beiden erfolgreichen Studien am Galley-Hill-Skelett und am Swanscombe-Schädel veranlassten Oakley, sich einem seit nahezu 40 Jahren umstrittenen Fossilienfund zu widmen, dem Piltdown-Menschen. Dessen Fossilien – ein menschenartiger Schädel mit einem affenartigen Unterkiefer – waren zwischen 1908 und 1912 in einer Kiesgrube in Südostengland zutage getreten und hatten zu weitreichenden Hypothesen zur Herkunft und Evolution des anatomisch modernen Menschen (Homo sapiens) geführt. Zwei im Jahr 1950 veröffentlichte Studien wiesen nach, dass die Piltdown-Funde (Schädel und Unterkiefer) zwar annähernd gleich alt sind, jedoch zweifelsfrei weit jünger sind als die ursprünglich geschätzte Datierung ins Mittelpleistozän. Dieser Befund führte zu einer neuerlichen Überprüfung der Piltdown-Fossilien und letztlich am 21. November 1953 zur Enthüllung der Piltdown-Funde als Fälschung, als Kombination eines mittelalterlichen Menschenschädels mit einem rund 500 Jahre alten Unterkiefer eines Orang-Utans, das Ganze eingefärbt und auf diese Weise künstlich gealtert durch Kaliumdichromat.
Der auch in Fachkreisen als Sensation empfundene Nachweis dieser Fälschung veranlasste zwischen 1953 und 1960 sowohl Oakley als auch zahlreiche andere Forscher, das Alter von teils umstrittenen Fossilien mit Hilfe der Fluor-Methode zu überprüfen. Oakley bestätigte beispielsweise das hohe Alter des Broken-Hill-Schädels, des Schädels von Florisbad und des Schädeldachs von Saldanha. In den folgenden Jahren bevorzugten die Forscher jedoch zunehmend die bereits 1946 entwickelte Radiokarbonmethode und die 1950 erstmals beschriebene Kalium-Argon-Datierung, die beide absolute Datierungen ermöglichen, mit der Folge, dass die Fluor-Datierung bereits 1970 in der Neuauflage des Standardwerks Science in Archaeology nicht mehr erwähnt wurde.
Auch wenn die Fluor-Datierung heute nur noch von historischem Interesse ist, kommt ihr laut der 2009 publizierten wissenschaftshistorischen Studie das Verdienst zu, die Türen zur engen Kooperation von Paläontologen, Archäologen, Chemikern und Physikern geöffnet zu haben.

## Belege
1. 1 2 3 4 5  Matthew R. Goodrum und Cora Olson: The quest for an absolute chronology in human prehistory: Anthropologists, chemists and the fluorine dating method in palaeoanthropology. In: The British Journal for the History of Science. Band 42, Nr. 1, 2009, S. 95–114, doi:10.1017/S000708740800157X, Volltext.
2. ↑  James Middleton: Comparative analysis of recent and fossil bones. In: The London, Edinburgh, and Dublin Philosophical Magazine and Journal of Science. Serie 3, Band 25, Nr. 163, 1844, S. 14–18, doi:10.1080/14786444408644924.
3. ↑  James Middleton: On Fluorine in Bones, its source, and its application to the determination of the geological age of Fossil Bones. In: Quarterly Journal of the Geological Society. Band 1, Nr. 1, 1845, S. 214–216, doi:10.1144/GSL.JGS.1845.001.01.56.
4. ↑  Adolphe Carnot: Recherche du fluor dans les os modernes et les os fossiles. In: Comptes rendus hebdomadaires des séances de l’Académie des sciences. Band 114, 1892, S. 1189–1192.
5. ↑  Adolphe Carnot: Sur la composition des ossements fossiles et la variation de leur teneur en fluor dans les différentes étages géologique. In: Comptes rendus hebdomadaires des séances de l’Académie des sciences. Band 115, 1892, S. 243–246.
6. ↑  Adolphe Carnot: Recherches sur la composition générale et la teneur en fluor des os modernes et des os fossiles des différents âges. In: Annales des Mines. Serie 9, Band 3, 1893, S. 155–195.
7. ↑  Kenneth Page Oakley: Fluorine and the Relative Dating of Bones. In: The Advancement of Science. Band 4, Nr. 16, 1948, S. 336–337.
8. ↑  Kenneth Page Oakley und Montague Francis Ashley Montague: A re-consideration of the Galley Hill skeleton. In: Bulletin of the British Museum (Natural History). Geology Series. Band 1, 1949, S. 25–48, doi:10.5962/p.313842.
9. ↑   Ioannis C. Demetsopoullos et al.: Relative and absolute dating of the human skull and skeleton from Galley Hill, Kent. In: Journal of Archaeological Science. Band 10, Nr. 2, 1983, S. 129–134, doi:10.1016/0305-4403(83)90046-8, Volltext.
10. ↑   Kenneth Page Oakley und C. Randall Hoskins: New Evidence on the Antiquity of Piltdown Man. In: Nature. Band 165, 1950, S. 379–382, doi:10.1038/165379a0.
11. ↑   Kenneth Page Oakley: Relative Dating of the Piltdown Skull. In: Advancement of Science. Band 6, 1950, S. 343–344, Volltext.
12. ↑  Don Brothwell und Eric Higgs: Science in Archaeology. 2. Auflage. Thames and Hudson, London 1970.